# Krage
Krage er det almindeligt brugte navn for gråkrage, der er den mest udbredte krage i Danmark, og sortkrage.
Tidligere blev de regnet for underarter af krage. Gråkrage og sortkrage ses i dag som værende to forskellige arter. De tilhører begge slægten Corvus (krager).
Kragen har en høj intelligens ligesom mange andre fugle i kragefamilien.

## Levevis
Kragen er monogam (danner par) og territoriehævdende, når den yngler. Reden anbringes typisk højt i træer i skovkanter, levende hegn og remiser.

### Føde
Kragen spiser gerne æg og yngel fra andre fugle, mens den uden for ynglesæson lever af korn, rodfrugter, ådsler mv. Den er opportunistisk og er i princippet altædende.